# Culicoides bredini
Culicoides bredini är en tvåvingeart som beskrevs av Wirth och Blanton 1970. Culicoides bredini ingår i släktet Culicoides och familjen svidknott. Inga underarter finns listade i Catalogue of Life.